# 小行星3579
小行星3579（英語：3579 Rockholt）是一颗围绕太阳公转的小行星。1977年12月18日，M. Lovas在马特劳山发现了此天体。
这颗小行星的绝对星等为108.69425等。